# 大西暢夫
大西 暢夫（おおにし のぶお、1968年6月12日 - ）は、日本の写真家・映画監督。主に社会的なテーマや辺境の地を撮影する。

## 人物・略歴
濃尾平野の端、木曾三川の揖斐川の中流域、岐阜県揖斐郡池田町で育つ。研究の仕事で顕微鏡写真を現像していた父親から現像の仕方を教わる。
中学生のときに学校の体育館で映画『ふるさと』を観て号泣、ダムについて考えるようになる。
東京綜合写真専門学校卒業後、本橋成一に師事。チェルノブイリ原発事故で放射能汚染され立ち入り禁止になったベラルーシ共和国ゴメリ州ドゥヂチ村で暮らし続けた村民たちを撮影した。『水俣・東京展』(1996年)で展示された土本典昭が撮影した水俣病患者の遺影500枚の現像をした。
修行中にダムで水没する故郷の徳山村を撮り続けていたアマチュア写真家の増山たづ子に出会い、1992年からオフロードバイクで東京から片道約10時間、500kmを徳山村に通い、最後まで村に残り暮らし続けるジジババたちを撮影した。この他にも、日本各地のダムに水没する村を撮影している。
2001年から20年間、精神保健医療福祉の専門誌「精神科看護」(精神看護出版)連載の取材で精神科閉鎖病棟を撮影してきた。
新聞や地方自治関連の総合情報誌「ガバナンス」(ぎょうせい)連載などの取材で伝統産業などの職人たちや辺境の地での営み、農家など日本全国各地の市井の人びとを撮影している。
新聞連載や滋賀県近江八幡市、ボーダレス・アートミュージアムNO-MAの出版物などの取材でアール・ブリュット作家の撮影と支援を継続している。2023年ボーダレス・アートミュージアム NO-MAの館長に就任する。
重度重複障がいの当事者とその人たちに関わる人たちや社会福祉施設の長期入所者などの撮影をしている。
2011年東日本大震災発生から被災者の撮影と支援（被災地報告会の参加費と自費出版の小冊子の売り上げを支援金にするなど）を継続している。
みんなの森 ぎふメディアコスモスや未来会館(ぎふ清流文化プラザ)、春日森の文化博物館などの公益施設などのイベントや県が開学した情報科学芸術大学院大学で教鞭を執るなど地元岐阜県で福祉や地域振興、教育などの協働をする。2019年に障がいのある作家の支援活動の功績で、令和元年度岐阜県芸術文化顕彰受賞。
1998年よりフリーカメラマンとなる。2010年東京より郷里の岐阜県揖斐郡池田町に拠点を移す。

## 受賞作
ドキュメンタリー映画
- 『水になった村』で第16回EARTH VISION 地球環境映像祭 最優秀賞

写真絵本
- 『おばあちゃんは木になった』（ポプラ社）で第8回日本絵本賞
- 『ぶた にく』（幻冬舎）で第58回産経児童出版文化賞 大賞、第59回小学館児童出版文化賞
- 『ひき石と24丁のとうふ』（アリス館）で第72回産経児童出版文化賞 大賞

著書
- 『ホハレ峠 ダムに沈んだ徳山村百年の軌跡』（彩流社）で第36回農業ジャーナリスト賞

## ドキュメンタリー映画
- 『水になった村』(2007年　配給：大西暢夫)[39]
- 『家族の軌跡 3.11の記憶から』(2015年　配給：大西暢夫) 山形国際ドキュメンタリー映画祭上映作品
- 『オキナワへいこう』(2018年　配給：NPO法人kokoima)[39]
- 『炎はつなぐ』(2025年　配給：シグロ)[40]

## 著書
全国学校図書館協議会選定図書
- 『おばあちゃんは木になった』（2002年 ポプラ社） ISBN 4-591-07241-X
- 『ひとりひとりの人〜僕が撮った精神科病棟』（2004年 精神看護出版） ISBN 4-902099-74-8
- 『津波の夜に3.11の記憶』（2013年 小学館） ISBN 978-4-09-388283-5

児童出版文化賞（5冊セット本受賞）
ミツバチ文庫（山田養蜂場）
- 『ミツバチとともに 養蜂家角田公次』（2012年 農文協） ISBN 978-4-540-12185-2

2016年課題図書
- 『ここで土になる』（2015年 アリス館）ISBN 978-4-7520-0734-0

2021年福島県、新潟県、鳥取県課題図書
- 『お蚕さんから糸と綿と』（2020年 アリス館）ISBN 978-4-7520-0925-2

2023年岩手県課題図書
- 『シイタケとともに きのこ農家中本清治』（2015年 農文協）ISBN 978-4-540-14239-0

2025年岩手県課題図書
- 『ひき石と24丁のとうふ』（2024年 アリス館）ISBN 978-4-7520-1100-2

日本国際児童図書評議会選定図書

- 『ここで土になる』（2015年 アリス館）ISBN 978-4-7520-0734-0
- 『お蚕さんから糸と綿と』（2020年 アリス館）ISBN 978-4-7520-0925-2
- 『和ろうそくは、つなぐ』（2022年 アリス館）ISBN 978-4-7520-1004-3

- 『僕の村の宝物 ダムに沈む徳山村 山村生活記』（1998年 情報センター出版局）ISBN 4-7958-2652-8
- 『分校の子供たち』（2000年 カタログハウス）ISBN 4-905943-48-5
- 『山里にダムがくる』（2000年 共著：山と渓谷社）ISBN 4-635-31011-6
- 『花はどこから 花・花びん・水をめぐる３つのものがたり』（2005年 共著：福音館書店）ISBN 978-4-8340-2152-3
- 『水になった村 ダムに沈む村に生き続けたジジババたちの物語』（2008年 情報センター出版局）ISBN 978-4-7958-4792-7
- 『徳山村に生きる 季節の記憶』（2009年 農文協）ISBN 978-4-540-08304-4
- 『アウトサイダー・アートの作家たち』（2010年 角川学芸出版）ISBN 978-4-04-621694-6
- 『ぶた にく』（2010年 幻冬舎）ISBN 978-4-344-97720-4
- 『糸に染まる季節』（2010年 岩崎書店）ISBN 978-4-265-04363-7
- 『東北沿岸600キロ震災報告』（2011年 自費出版・岐阜新聞協力）
- 『3.11の証言 心に留める東日本大震災 震災報告Ⅱ』（2012年 自費出版・岐阜新聞協力）
- 『ホハレ峠 ダムに沈んだ徳山村百年の軌跡』（2020年 彩流社）ISBN 978-4-7791-2643-7
- 『炎はつなぐ』（2025年  毎日新聞出版）ISBN 978-4-620-32840-9
- 『やさしいカタチ』（2025年 彩流社）ISBN 978-4-7791-3056-4

## 主な新聞・雑誌連載
- 「毎日新聞」『人と知恵がつなぐ』2020年4月-2021年3月『湧き上がる衝動 生(き)の芸術』2021年4月-2023年3月
- 「ガバナンス」（ぎょうせい）『匠たちの貌』『技・匠』『技の手ざわり』第143号 2013年3月1日発行-連載中
- 「伊吹山麓の小冊子ふもと」（風林舎）『手しごとの、てま、ひま。』Vol.01 2016年4月1日発行-連載中
- 「うかたま」（農文協）『山の豆腐屋 小山田豆腐店』第18巻第4号 2023年10月1日発行-第19巻第1号 2024年1月1日発行、『養蚕という仕事』第17巻第4号 2022年10月1日発行-第18巻第2号 2023年4月1日発行、『徳山村のおくりもの』第6号 2007年4月1日発行-第10号 2008年4月1日発行
- 「通販生活」（カタログハウス）『わが街の豆腐屋さん』通巻291号 第39巻第2号 2020年5月15日発行-通巻300号 第41巻第2号 2022年5月15日発行
- 「母の友」（福音館書店）『こどものひろば』第599号 2003年4月1日発行-第658号 2008年3月1日発行
- 「精神科看護」（精神看護出版）『クローズアップ』『写真館』
- 「教育評論」（日本教職員組合）『 分校ものがたり』

## 主な関連映画
- 『さよなら ほやマン』(2023年　監督、脚本：庄司輝秋　企画：山上徹二郎　配給：ロングライド、シグロ　劇映画)　第78回毎日映画コンクールスポニチグランプリ新人賞(アフロ)　にスチールカメラマンとして参加[44]
- 『ボクの、おじさん THE CROSSING』(2000年　監督、脚本、編集：東陽一　配給：シグロ　劇映画)　第50回ベルリン国際映画祭正式招待　にスチールカメラマンとして参加[39]
- 『ナージャの村』(1997年　監督、企画、原案：本橋成一　配給：サスナフィルム　ドキュメンタリー映画)　ドイツフライブルグ国際環境映画祭グランプリ　第18回ハワイ国際映画祭ドキュメンタリー部門グランプリ　台湾国際ドキュメンタリー映画祭アジア映画連盟特別賞　トルコ国際環境映画祭批評家賞　平成9年第8回文化庁優秀映画作品賞(得票数第四位) 第6回1997年度日本映画撮影監督協会JSC賞本賞　にスチールカメラマンとして参加[39]
- 『パイナップル・ツアーズ』(1992年 総合プロデューサー：代島治彦 「麗子おばさん」監督、脚本、原案、編集 真喜屋力 「春子とヒデヨシ」監督、原案、編集 中江裕司　「爆弾小僧」監督、原案、編集 當間早志 配給：スコブル工房 / 2022年 デジタルリマスター版 配給：ノンデライコ　オムニバス形式劇映画)　第42回ベルリン国際映画祭ヤングフォーラム部門正式出品作品　シンガポール国際映画祭正式招待　イスラエル・ハイファ国際映画祭正式招待　サンパウロ国際映画祭正式招待　ハワイ国際映画祭正式招待　オルレアン日本映画ビエンナーレ正式招待　ニューヨーク日本映画特集正式招待　1992年度日本映画監督協会新人賞受賞　1993年度サンダンス・フィルム・フェスティバル IN TOYKO コンベンション部門審査員特別賞受賞　にスチールカメラマンとして参加[39]